# 마리나 코셰바야
마리나 코셰바야(러시아어: Марина Кошевая, 1960년 4월 1일 ~ )는 러시아의 전직 수영 선수이다. 그녀는 1976년 몬트리올 올림픽때 200m 평영에서 금메달을 땄고, 100m 평영에서 동메달을 땄다.

## 인물 정보
코셰바야는 러시아 주립 대학교 체육학과를 졸업했다. 그녀의 첫번째 코치는 레프 포로조프였다. 1978년부터 그녀는 "제비"를 표현했다. 그녀는 1976년 몬트리올 올림픽 200m 평영에서 금메달을 획득했고 100m 평영에서 동메달을 획득했다.
그녀는 1980년 모스크바 올림픽 성화 봉송에 참가했다.
코셰바야는 1976년 소련 선수권 대회에서 우승했다. 1976년부터 1978년 사이에 그녀는 200m 평영에서 2분 33.35초의 세계 기록을 세웠다.

## 참조
1. ↑  "1976년 몬트리올 하계 올림픽 – 수영" 보관됨 2010-12-25 - 웨이백 머신 – databaseOlympics.com (2008년 6월 18일)